# TNT Sports (México)
TNT Sports es la marca utilizada por Warner Bros. Discovery en México para las transmisiones deportivas emitidas en los canales de la empresa (principalmente TNT y Cinemax), y su plataforma de streaming, HBO Max, principalmente de fútbol.
Se fundó el 10 de junio de 2021, y se anunció en sus redes sociales para comenzar con las transmisiones de la UEFA Champions League a partir de la temporada 2021-2022.

## Historia
Semanas antes de finalizar la temporada 2020-2021 de la UEFA Champions League se difundió que Fox Sports e ESPN no habían renovado el acuerdo de transmisión que ostentaban para 3 años más (2021-2024), y que WarnerMedia se los había adjudicado para transmitir dciha competición en exclusiva a través de su nueva plataforma HBO Max.
Fue durante el video de lanzamiento de la plataforma el 26 de mayo de 2021, que se confirmó la exclusividad del torneo en el servicio, sin embargo, sólo estaría disponible para México y Brasil. Más tarde, en la tarde del 10 de junio, a través de un video en las redes sociales, se anunció la llegada de la marca TNT Sports a México, para transmitir el torneo completo en exclusiva a través de HBO Max, aunque cedería partidos selectos por televisión. Esto se confirmó en un comunicado donde se reveló que la transmisión de contenidos de la marca comenzaría el 11 de junio mediante sus redes sociales, aunque el primer partido emitido por esta sería el de la Supercopa de la UEFA entre el Chelsea y el Villarreal que se disputó el 11 de agosto.
En principio, su programación consiste en únicamente un bloque de TNT Sports en Cinemax, así como mayoritariamente en TNT los días de partidos, aunque la marca también es utilizada para la emisión de contenidos en HBO Max, al igual que en programas con formato live a través de las redes sociales.
En 2022, WarnerMedia se hizo con los derechos de emisión de la Copa Mundial de Clubes de la FIFA 2021, transmitiéndola en sus canales de TNT Sports en Argentina y Chile, mientras que utilizó la marca de México para transmitirla en exclusiva por TNT no sólo para ese país, sino también para la región de Centroamérica y República Dominicana permitiéndole a la marca debutar en esos territorios con la cobertura de este torneo.
El 2 de agosto de 2024, TNT Sports confirmó la adquisición de los derechos de transmisión del 50% de los partidos de la Premier League cada temporada, 40 juegos de la FA Cup cada campaña, así como la emisión de la Community Shield a partir de la temporada 2024-2025 hasta la 2027-2028 en México, Centroamérica y República Dominicana, representando esta la primera oferta deportiva disponible para esta última región en HBO Max.
A partir del 6 de abril de 2025, la marca se hizo con los derechos televisivos y en streaming del mejor partido del domingo por la noche de la Major League Soccer como parte de un acuerdo que abarca toda Latinoamérica.

## Eventos
Fútbol
- UEFA Champions League (mitad de los juegos)
- Supercopa de la UEFA
- UEFA Youth League
- Premier League (mitad de los encuentros)
- FA Cup (40 juegos)
- Community Shield
- Major League Soccer (el partido del Sunday Night Soccer)

Otros Deportes
- AEW Dynamite
- Lucha Libre AAA
- Boxeo
- Eventos de Red Bull
- Combate space

## Programas
- Todos somos técnicos
- El show de la Champions
- Lo mejor de la Champions
- Champions espectacular
- Combate Space
- Champions Retro
- MFM Debate

## Personalidades
- Miroslava Montemayor
- Ricardo Murguía
- Marion Reimers
- Pepe del Bosque
- Omar Zerón
- María José González
- Andrés Rodriguez
- Cristian Rivas
- Luis Omar Tapia

## Logotipos

2021-2024
Desde 2024